# ببتيدات مضادة للميكروبات

الببتيدات المضادة للميكروبات: هي ببتيدات أو مجالات محددة من بروتينات، تتألف من حوالي 12- 50 حمض أميني، غالبا ما تكون غنية بالحمضين الامينيين الارجينين R، واللايزين K. وهي اما ان تكون ببتيدات طبيعية تنتجها الخلية وتسمى أيضا الببتيدات الدفاعية في الخلية المضيفة، لانها تمثل مكونات من المناعة الذاتية في الخلية، وقادرة على التطور في جميع اشكال الحياة، وهي جزيئات فاعلة لها قدرة بحيث يمكن استخدامها كمضادات حيوية، وتصنف كعوامل حيوية علاجية، أثبتت فعاليتها ضد البكتيريا والجراثيم سلبية إيحابية الغرام (حتى السلالات التي تمتلك مقاومة ضد المضادات الحيوية التقليدية ومنها بكتيريا السل المخاطية)، وقد تكون الببتيدات مضادة الجراثيم صناعية حيث أنها تصنع بشكل يتم فيه محاكاة بنية المجال الفعال من الببتديات الطبيعية، يتم ذلك الآن على مستوى أبحاث علمية ضخمة في الكيمياء الطبية من خلال علم هندسة الببتيدات وتصنيع البروتينات، ومن خلالها يتم تصميم جزيئات حيوية قادرة على اختراق الخلية المصابة، ووظيفتها ان تقوم بالتدخل في عرقلة أو إبطال آلية ممرضة ضمن الخلية الجرثومية، وذلك عن طريق تحريض أو تثبيط عناصر أو جزيئات تدخل في الالية المرضية مهمة ضمن الخلية المريضة.

## بنيتها
هي بروتينات قصير السلاسل، تتألف في الغالب من 12إلى 50 حمضاً أمينياًّ، (وقد تكون مشابهة لبنية الجزيئات البروتينية الحالة Lysozyme والتي تصنف تحت البروتينات المضادة للميكروبات والتي تقوم بحلمهة مواد أساسية تدخل في تركيب جدار الخلية الجرثومية).
وفي الغالب ما تكون هذه الببتيدات محتوية على (1)حموض أمينية ذات سلاسل فرعية إيجابية الشحنة (يتم تأمينها عن طريق الحمضين الامينيين المسؤولين عن ذلك وهما الأرجنين R، واللايزين K، أو عن طريق وجود الهيستدين في وسط حمضي)، (2) وقسم كبير جداً من الحموض الأمينية ذات السلاسل الفرعية الكارهة للماء.إن البنية الثانوية لهذه الببتيدات قد تكون على واحد من أربعة أشكال ألا وهي : (1)البنية الحلزونية α Helix، أو (2) البنية الطاقية المسطحة β Stranded وذلك لوجود الورابط والجسور الكبريتيدية بين سلاسل الحموض الامينية، أو (3) بنية العقدة أو دبوس الشعرβ Hairpin, Loop، أو (4) بنية امتدادية منبسطة.‘ن معظم هذه الببتيدات ليش لها بنية منتظموة ضمن المحاليل، إلا أنها تلتف حول نفسها لتأخذ شكلا نهائيا يتوقف على توزعها ضمن الأغشية الحيوية. وتتميز هذه البتيدات بقدرتها على الانضمام إلى الاغشية الحيوية، وقد يكون ذلك بالنفوذ عبر الآغشية أيضا ولكن ليس شرطاً، وتتنوع آليه هذه الببتيدات في فعاليتها ضد الجراثيم من إليه النفوذ عبر الأغشية إلى التأثير المباشر على أهداف ضمن السيتوبلاسما.

## الفعالية ضد الجراثيم
هناك عدة آليات تقوم بها البتيدات المضادة للجراثيم لتقوم بدورها في قتل الميكروبات، وذلك من خلال النفوذ عبر الاغشية وتخريبها، أو من خلال التداخل مع التفاعلات الاستقلابية، أو من خلال توجيه فعاليتها ضد أهداف عنصرية محددة من السيتوبلاسما، إلا أن هذه الآلية التي يتم من خلالها قتل الميكروب لم يتم تحديدها حتى الآن.
وبشكل مختلف عن المضادات الحيوية تعتبر هذه الببتيدات ذات تأثير مضاد وقاتل للبكتيريا وليس مثبتاً لنمو البكتيرياز وعادة ما يتم تحديد فعالية هذه المركبات من خلال قياس التركيز الحدي الاصغري المثبط MIC والذي يعرف على أنه أدنى تركيز من الدواء والذي يخفض نسبة نمو البكتيريا بمعدل 50%.

### مثال على الفعالية ضد الجراثيم
هناك أربعة أنواع من المكورات العنقودية الذهبية Staphylococcus Aureus وهي بكتيريا كروية الشكل إيجابية الغرام، تعيش غالباً في الأغشية المخاطية الانفية والفموية، وفي الاغشية المخاطية الأخرى لدى الإنسان، من الممكن أن تكون هذه المكورات ذات تأثير ممرض في حال اكتمل نصابها وتمكنت من أن تبني طبقة رقيقة حيوية Biofilm، فهذه البكتيريا تعتمد في بناء الطبقة الحيوية الرقيقة على الإحساس باكتمال النصاب Quorum Sensing، فعند اكتمال النصاب تستطيع أن تفرز هذه البكتيريا مواداً بروتينية تعتبر عواملا ممرضة Virulence Factors، فتصيب خلايا الإنسان بمرض معين.
لقد وجد في أحدث الأبحاث العلمية أن هذه المكورات، تعتمد في بناء الطبقة الحيوية الرقيقة على افراز نوع من الببتديات الطبيعية يسمى الببتيدات ذاتية التحريض Autoinducing Peptide تقوم هذه الببتديات عبر آلية معينة من التنظيم (تسمى Accessory gene regulation-Agr) بتنظيم ترجمة الجينات في هذه المكورات العنقودية، وبالتالي تثبيت عملية تشكيل الطبقة الحيوية الرقيقة Biofilm لإنتاج العوامل الممرضة.
وجد تجريبيا أن كل ببتيد ذاتي التحريض ناتج عن سلالة واحدة من هذه المكورات، يستطيع أن يكبح آلية تشكيل الطبقة الحيوية الرقيقة الممرضة في السلالات الثلاثة الأخرى، بل وان يعرقل عملية الشعور باكتمال النصاب عند هذه المكورات، وبالتالي كبح افراز العوامل الممرضة Virulence Factors وذلك بالتدخل في عملية تثبيط فسفرة مستقبل بروتيني موجود ضمن هذه السلالات. فأصبح من الممكن القضاء على هذه المكورات وذلك من خلال عزل هذه الببتيدات الطبيعية، أو اصطناع مشابهات لها (كيميائيا)، وإضافتها إلى السلالات الأخرى. من خلال هذا المثال يمكن فهم فعالية الببتيدات ذاتية التحريض Autoinducing peptide AIPs ضد نوع من البكتيريا الممرضة.

## الفعالية في تنظيم المناعة
تمتلك الببتيدات مضادة الجراثيم إضافة إلى قدرتها على قتل البكتيريا، خاصية تصفية الالتهاب وذلك من خلال تنظيم جهاز المناعة وذلك بتغيير نظام ترجمة الجينات في الخلية المضيفة أو الخلية المصابة، كما أنها تسلك سلوك البروتينات الافرازية (الكيموكينات المسؤولة عن التئام الجروح)، أو انها تقوم بتغيير الاستجابة المناعية في الخلايا التشعبية Dendritic cells التي تدور عبر الاوعية الدموية وتتعرف على الجزيئات المحرضة Antigen من أجل تفعيل الخلايا التائية.
إن بعض النماذج الحيوانية تشير إلى أن الببتيدات الدفاعية في الخلية المصابة لها دور مهم في الوقاية وفي تصفية الالتهاب على حد سواء، ويدبو أنه بعض الببتيدات التي تم عزلها مؤخراً قد أظهرت تأثيرا متعدد الوظائف في الخلية الحية مثل ببتيد الهيبسيدين Hepcidine.

## القدرة العلاجية
إن هذه الببتيدات مرشحة لأن تكون عواملاً علاجية فعالة، وقابلة للتطوير ولأن تكون متممة لعمل المضاد الحيوية التقليدية، لانها بشكل مختلف عن المضادت الحيوية التقليدية، لايبدو أنها تحرض مقاومة للمضادات الحيوية، لان لديها طيفاً واسعا ً من التأثير والفعالية (حيث أنها قادرة على إبادة الميكروب وليس تثبيط نموه) وذلك خلال فترة زمنية قصيرة جداً، كما أنه هناك عدد من الببتيدات المتشكلة طبيعياً، ومشتقاتها أيضا، قد تم تطويرها بحيث تكون مضادات التهابية حديثة لها تأثيراً فاعلاً في الاغشية المخاطية الفموية، والتهابات الرئة، والتي يرافقها التليف الكيسي والالتهابات الجلدية.